# 明太宗实录

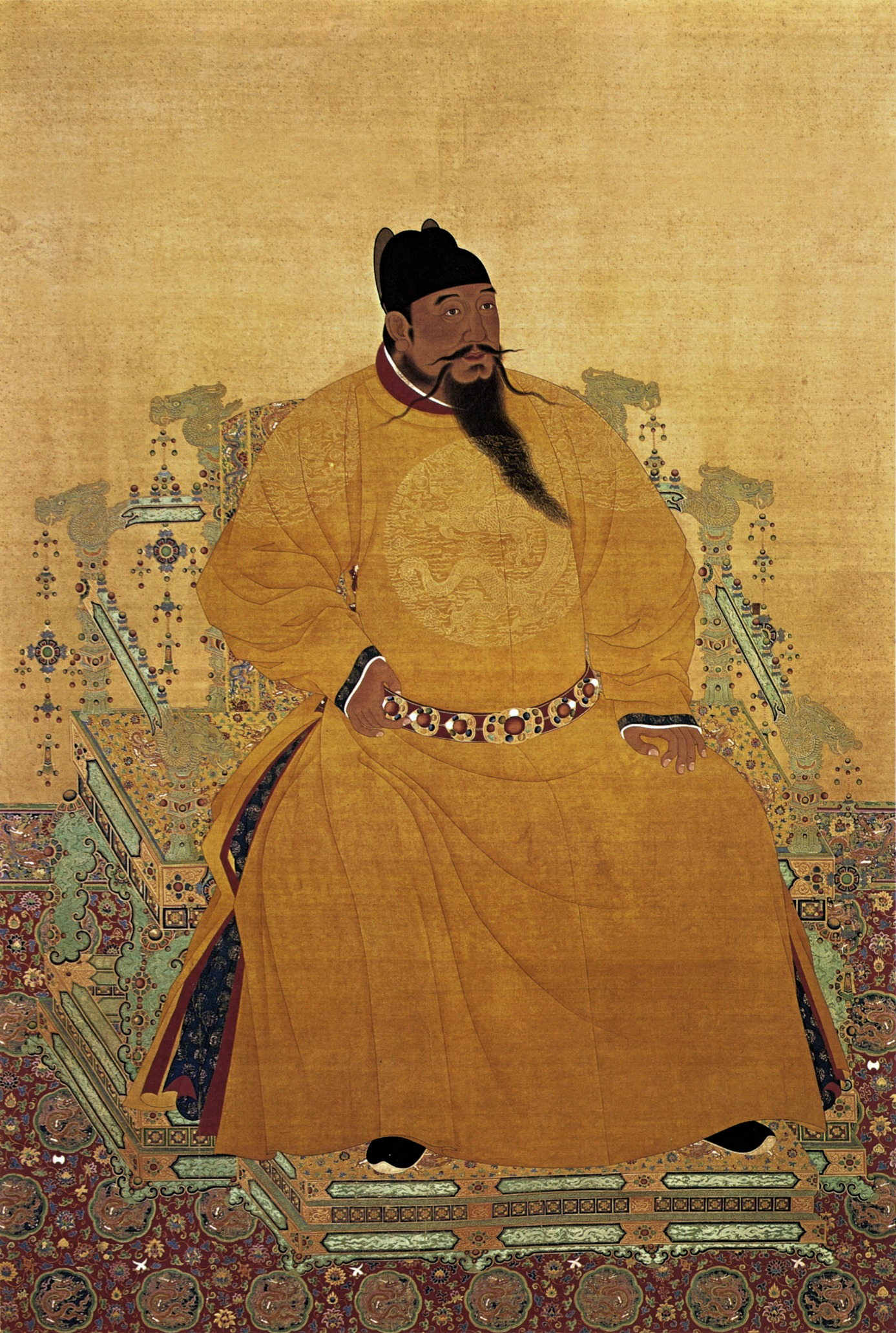
明成祖朝服像

《明太宗实录》，全名《大明太宗體天弘道高明廣運聖武神功純仁至孝文皇帝實錄》，是中国明朝编修的记载明朝第三代皇帝明成祖朱棣事迹的编年体史籍，共130卷。
明成祖驾崩后谥号体天弘道高明广运圣武神功纯仁至孝文皇帝，庙号太宗，葬于长陵。嘉靖十七年（1538年）九月，明世宗朱厚熜改谥明成祖为启天弘道高明肇运圣武神功纯仁至孝文皇帝，改上庙号为成祖，所以其实录名称为《明太宗实录》。
《明太宗实录》前九卷是“奉天靖难事迹”，其后记洪武三十五年（1402年）到永乐二十二年（1424年）八月事。
洪熙元年（1425年）五月，明仁宗朱高炽命张辅、蹇义、夏原吉等为监修官，杨士奇、黄淮、杨荣、金幼孜、杨溥等为总裁官，负责纂修《明太宗实录》，于明宣宗朱瞻基宣德五年（1430年）正月修成。